# Кольонія-Кузня
Кольонія-Кузня (пол. Kolonia Kuźnia) — село в Польщі, у гміні Ястшомб Шидловецького повіту Мазовецького воєводства.
Населення — 213 осіб (2011).
У 1975-1998 роках село належало до Радомського воєводства.

## Демографія
Демографічна структура станом на 31 березня 2011 року:
|          | Загалом | Допрацездатний вік | Працездатний вік | Постпрацездатний вік |
| -------- | ------- | ------------------ | ---------------- | -------------------- |
| Чоловіки | 102     | 20                 | 77               | 5                    |
| Жінки    | 111     | 34                 | 56               | 21                   |
| Разом    | 213     | 54                 | 133              | 26                   |